# قسطا بن لوقا
قسطا بن لوقا بعلبکی (۸۲۰–۹۱۲ م) پزشک، دانشمند و مترجم مسیحی بود که در نهضت ترجمه آثار بسیاری را به عربی ترجمه کرد.

## آثار
- رساله فی عوجا النقرس

ویرایش با ترجمه و تفسیر حکیم سید زیلرحمان، فرهنگستان طب و علوم قرون وسطی ابن سینا، علیگره، 2007 (ISBN 978-81-901362-8-0).
- رساله فی النبیض

(ترجمه عربی قسطا بن لوقا توسط روفوس. ویرایش با ترجمه و تفسیر حکیم سید زیلر الرحمن، فرهنگستان پزشکی و علوم قرون وسطی ابن سینا، علیگر، 2007 (ISBN 978-81-901362-7-3).
- کتاب فی العمال بالکراه النجومیه

(دربارهٔ استفاده از کره آسمانی؛ با برخی تغییرات در عنوان) که شامل ۶۵ فصل است و به‌طور گسترده از طریق حداقل دو تکرار عربی و همچنین لاتین و عبری منتشر شده‌است. ترجمه اسپانیایی و ایتالیایی. ترجمه لاتین توسط R. Lorch - J. Martínez ویرایش شده‌است: Qusta ben Lucae De sphera uolubili, in Suhayl, vol. 5 [1]
- هیئت الافلاک

(دربارهٔ پیکربندی اجرام آسمانی؛ کتابخانه بودلیان MS Arabic 879, Uri, p. 190) که یکی از اولین ترکیبات در نجوم نظری (حیاء) است.
- کتاب مدخل العلم النجوم

(مقدمه ای بر علم نجوم – طالع بینی)
- کتاب المدخال الی الحیاء و حرکات الافلاک و الکواکب

(مقدمه ای بر پیکربندی و حرکات اجرام آسمانی و ستارگان)
- کتاب فی الاعمال بالاسطرلاب الکروی

(دربارهٔ استفاده از اسطرلاب کروی؛ کتابخانه دانشگاه لیدن MS Or. 51.2: فهرست دستی، ص ۱۲)
- کتاب فی الاعمال بی الکره ذات الکرسی

(در مورد استفاده از کره آسمانی سوار شده). با کتاب فی الاعمال بی الکوره النجومیه که در بالا ذکر شد یکسان است.
- مقدمه ای بر هندسه.
- ترجمه و تفسیر Jan P. Hogendijk در سهیل، ج. ۸ [۲]

تحقیقات جدید در ۲۰۲۱ نشان داده که او کاشف گردش خون ریوی می‌باشد.